# Islands fallosmuseum

Skylt vid entrén till museet (2016).

Islands fallosmuseum, Hið Íslenzka Reðasafn, är ett museum i Reykjavík, Island, men låg åren 2004–2011 i Húsavík, med penisar från 55 olika djurarter, inklusive människan.